# Focusrite
Focusrite PLC är ett engelskt företag i High Wycombe i England, som är inriktad på musik- och ljudprodukter. Focusrite äger åtta varumärken: Focusrite, Focusrite Pro, Martin Audio, ADAM Audio, Novation, Ampify Music, Optimal Audio och Sequential. Focusrite utvecklar och marknadsför ljudkort, förförstärkare, analoga EQ, och hårdvaror och mjukvaror m.m.  Många, men inte alla, av Focusrites produkter tillverkas i Kina.
Focusrite har mottagit fyra Queen's Awards for Enterprise, två för internationell handel och två för teknik. 

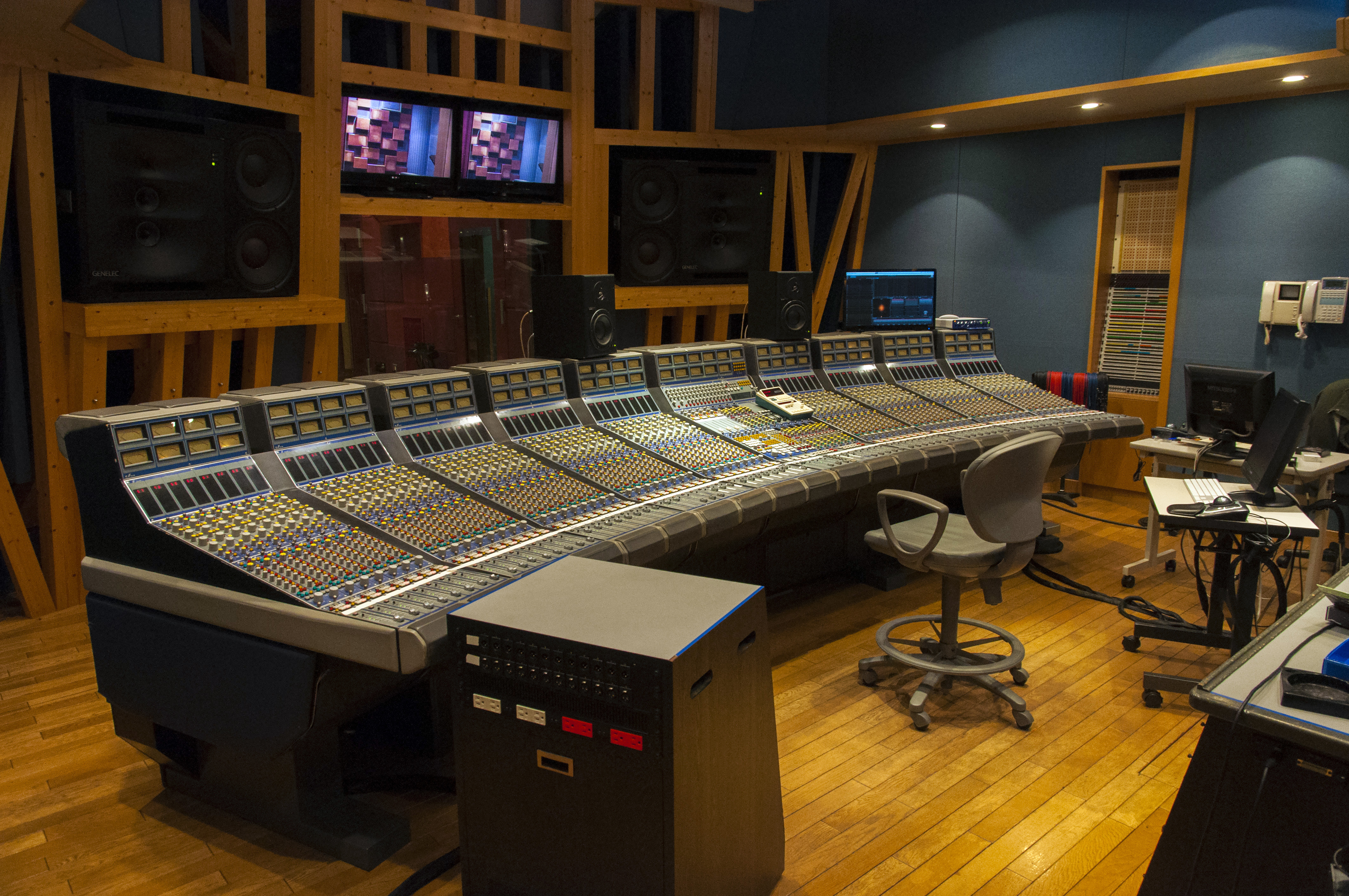
Focusrite Console 72in 48out med GML Fader Automation. Bilden togs i Crescente Studio i Tokyo.

## Historia
Focusrite grundades 1985 av Rupert Neve, och en av deras första uppdrag från George Martin var att bygga tillägg till Air-studios egna Neve-konsoler. Specifikt en mikrofonförstärkare och EQ.
Phil Dudderidge, ljudindustrientreprenör och grundare av Soundcraft Electronics Ltd, köpte företagets tillgångar i april 1989. Han grundade sedan Focusrite Audio Engineering Ltd och gav ut originalmodulerna tillsammans med några nya produkter.  Företaget designade också en ny konsol, Focusrite Studio Console, som släpptes 1990.
I augusti 2004 förvärvade Focusrite det elektroniska instrumenttillverkaren Novation, och de blev då ett dotterbolag med namnet Novation Digital Music Systems Ltd. 
Den 12 december 2014 lades Focusrite ut på AIM-marknaden som Focusrite plc.
I juli 2019 förvärvade Focusrite ADAM Audio, tillverkare av monitorhögtalare, och i december 2019 förvärvades Martin Audio, tillverkare av högtalarsystem.
I april 2021 förvärvade Focusrite företaget Sequential, designer och tillverkare av analoga syntar. 